# USS Charles Lawrence (APD-37)
El USS Charles Lawrence (DE-53/APD-37) fue un destructor de escolta de la clase Buckley transformado destructor de transporte. Fue el primer buque de la clase la que dio nombre.

## Construcción y servicio
Fue colocada la quilla en 1942. Fue botado en febrero de 1943 y asignado en mayo. Sirvió con la US Navy; fue convertido en destructor de transporte en octubre de 1944 y continuó hasta su baja en 1946, ganando una estrella de combate. Posteriormente fue vendido para su desguace.